# IC 4884
IC 4884 је лентикуларна галаксија у сазвјежђу Паун која се налази на листи објеката дубоког неба у Индекс каталогу.
Деклинација објекта је - 58° 7' 43" а ректасцензија 19h 42m 41,2s. Привидна величина (магнитуда) објекта IC 4884 износи 13,7 а фотографска магнитуда 14,7. IC 4884 је још познат и под ознакама ESO 142-33, PGC 63546.